# Green Valley Farms
Green Valley Farms es un lugar designado por el censo ubicado en el condado de Cameron en el estado estadounidense de Texas. En el Censo de 2010 tenía una población de 1.272 habitantes y una densidad poblacional de 123,96 personas por km².

## Geografía
Green Valley Farms se encuentra ubicado en las coordenadas 26°7′17″N 97°33′38″O / 26.12139, -97.56056. Según la Oficina del Censo de los Estados Unidos, Green Valley Farms tiene una superficie total de 10.26 km², de la cual 9.99 km² corresponden a tierra firme y (2.65%) 0.27 km² es agua.

## Demografía
Según el censo de 2010, había 1.272 personas residiendo en Green Valley Farms. La densidad de población era de 123,96 hab./km². De los 1.272 habitantes, Green Valley Farms estaba compuesto por el 84.2% blancos, el 1.02% eran afroamericanos, el 0.47% eran amerindios, el 0.08% eran asiáticos, el 0% eran isleños del Pacífico, el 13.68% eran de otras razas y el 0.55% pertenecían a dos o más razas. Del total de la población el 96.86% eran hispanos o latinos de cualquier raza.